# Хосе Пинеда
Хосе Киранте Пинеда (на испански: José Quirante Pineda) е испански футболен треньор. Начело на Реал Мадрид като треньор през 1929 и 1930 г. Вицешампион с Реал Мадрид в Ла Лига.